# 2001 FO32
2001 FO32 är en jordnära  asteroid som upptäcktes den 23 mars 2001 av LINEAR i Socorro County, New Mexico.
Asteroiden har en diameter på ungefär 0,5 kilometer. Den tillhör asteroidgruppen Apollo.
Den 21 mars 2021 passerade asteroiden jorden på ett avstånd av 2 miljoner kilometer, vilket motsvarar ungefär fem gånger avståndet till månen.